# 建昌县 (清朝)
建昌县，中国旧县名。
清朝乾隆四十三年（1778年）改塔子沟厅为建昌县，属直隸省朝阳府。1914年，改为凌源县，即今凌源市。